# Gestion de la sécurité aérienne
Le transport aérien est un système complexe qui offre de nombreuses interactions entre les différents acteurs (compagnies aériennes, contrôle aérien, aéroports,broker aérien…) et met en jeu de multiples interventions humaines dans un environnement incertain et fluctuant (impact de la météo sur la circulation aérienne, activation fluctuante des zones militaires).
La gestion de la sécurité aérienne s'inscrit dans un cadre plus général, la gestion de la sécurité des systèmes complexes.
En effet, un professeur de psychologie de l'université de Manchester, James Reason, a montré en se centrant sur les notions de facteur humain et sur des problématiques organisationnelles que des systèmes aussi différents que ceux de la santé (sécurité du patient), du nucléaire (sécurité des personnes), de la finance (sécurité des comptes) ou du transport aérien (sécurité des personnes) présentaient des similitudes sur le plan des risques et des défaillances.
Il a donc tenté de définir un modèle théorique qui puisse guider la mise en œuvre d'une gestion de la sécurité efficace.
Après avoir exposé les grandes lignes du modèle de Reason ainsi que sa transposition à la gestion de la sécurité aérienne, cet article aborde la mise en œuvre de la gestion de la sécurité aérienne à différentes échelles.
En effet, la gestion de la sécurité aérienne dans le monde adopte une approche "pyramidale" dans le sens où chaque niveau du système de gestion de la sécurité délègue au niveau inférieur la gestion de la sécurité dans son périmètre tout en contrôlant la faculté de ce niveau à gérer la sécurité.
Cette approche permet de responsabiliser chaque acteur de la chaîne sécurité et de démultiplier les effets d'une gestion mondiale de la sécurité aérienne en déployant jusqu'aux opérateurs finaux du transport aérien des systèmes imbriqués et responsables de la gestion de la sécurité.
Dans cette optique, cet article présente les principales caractéristiques de la gestion mondiale de la sécurité aérienne, puis les éléments particuliers de la gestion de la sécurité aérienne en Europe puis aux États-Unis.

## La sécurité aérienne

### Définition
Selon l'OACI, la « Sécurité est une situation dans laquelle les risques de lésion corporelle ou de dommages matériels sont limités à un niveau acceptable et maintenus à ce niveau par un processus continu d'identification des dangers et de gestion des risques ». Cette définition associe donc l'idée de sécurité aérienne la notion d'une gestion continue et de boucle de sécurité.
Il faut distinguer la sécurité aérienne (safety en anglais) de la sureté aérienne (security en anglais) qui est la protection contre les actes d'intervention illicites.

### La gestion des risques
Le risque peut être défini comme tout événement redouté qui réduit l’espérance de gain et/ ou d’efficacité dans une activité humaine.
La démarche de gestion des risques vise à concilier la prise de risque avec la maîtrise des dangers qui l'accompagnent et donc à rendre le risque acceptable.
L'objectif (niveau de risque acceptable) de la gestion des risques dans la sécurité aérienne est la sécurité des personnes.
La gestion des risques passe par 3 stades :
- Identification
- Analyse
- Traitement des risques

## La gestion de la sécurité aérienne

### Application
Si on applique la typologie de défaillances de Reason à la sécurité aérienne, en matière d'erreur active donc d'action insécure, on pourrait citer par exemple une erreur pilote.
Pour les erreurs latentes,
- Défaillance organisationnelle: par exemple la réduction du programme d'entrainement des pilotes pour raisons budgétaires
- Supervision insécure : par exemple former un équipage de deux pilotes inexpérimentés pour un vol de nuit avec une météo difficile
- Conditions préalables à l'action insécure : on peut citer par exemple la fatigue de l'équipage.

La gestion de la sécurité aérienne garantit donc la fiabilité du transport aérien et passe par deux composantes distinctes :

#### Certification et Exploitation des aéronefs

##### Lutte contre la défaillance matérielle
Certification et inspections.
L'attribution de certificats de navigabilité avant l'exploitation vise à certifier que la conception de l'aéronef satisfait, entre autres, les normes de sécurité en vigueur.
En cours d'exploitation, les inspections visent à vérifier que la maintenance de l'aéronef est assurée conformément à la réglementation en vigueur.

##### Lutte contre la défaillance humaine
Formation des pilotes et maintien des compétences.

#### Composante ATC de lagestion du trafic aérien
La mission prioritaire du service du contrôle aérien est de prévenir les collisions entre aéronefs par un écoulement sûr du trafic aérien.

##### Les outils ducontrôle aérien
Quand la situation est dégradée ou sur le point de se dégrader (c'est-à-dire que le principe de base est ou sur le point d'être enfreint), il existe des outils qui assistent pilotes (outils embarqués) et contrôleurs aériens (outils ATC) pour leur permettre de corriger la situation et de prévenir l'accident.
- Les outils embarqués :
  - le TCAS (Traffic Collision Avoidance System)
  - l'EGPWS (Enhanced Ground Proximity Warning System)
- Les outils ATC :
  - le filet de sauvegarde (FDS) (ou Short Term Conflict Alert ou STCA) : c'est une alarme détectant le non-respect des normes de séparation entre les aéronefs.
  - l'alarme RIMCAS : elle vise à prévenir les incursions de piste.
  - l'APW (Area Proximity Warning) : alarme pour prévenir la pénétration dans un espace aérien non autorisé[1].

## Les acteurs

### Les institutions
Ce sont les organisations internationales et autorités nationales de l'Aviation Civile. Elles interviennent dans les aspects de régulation (normes, réglementations) et de surveillance (audits, certifications, inspections).

### Les prestataires des services de la navigation aérienne
Elle est appelée Air Navigation Service Provider ou ANSP en anglais. Ils rendent le service de contrôle aérien et déploient le système de gestion de la sécurité (ou SGS ou SMS en anglais) associé.

### Les compagnies aériennes
Elles assurent la maintenance des aéronefs et le maintien de compétence des personnels navigants techniques. Elles mettent aussi en place leur propre système de gestion de la sécurité.

### Les courtiers aériens oubrokers aérien
Ils organisent des vols affrétés en sélectionnant la compagnie aérienne adaptée à la nature et aux conditions du transport de passagers ou de matériel. Chaque courtier définit ses processus de gestion de la sécurité et certains soumettent ces processus à des audits réguliers indépendants (de type ISO 9001) pour attester de leur sérieux.

### Les gestionnaires d'aéroports
Ils font partie de la chaîne sécurité puisqu'ils doivent garantir la fiabilité des moyens et procédures qu'ils mettent à disposition des utilisateurs (compagnies aériennes et ANSP). À ce titre, ils doivent recevoir un agrément de la part de l'autorité de l'aviation civile, la certification.

## La situation actuelle
Statistiques de la sécurité aérienne#Statistiques et comparaison avec les autres moyens de transport.

## Mise en œuvre
La gestion de la sécurité aérienne s'implémente par une approche pyramidale :